# 怀昂郡
怀昂郡（英語：Wyong Shire）位于澳洲新南威尔士州的中海岸地区，坐落在首府悉尼以北。怀昂郡的行政中心在怀昂。
该议会领地周围分别为麥覺理湖市（北）、塞斯诺克市（西）、戈斯福德市（南）和塔斯曼海（东）。
议会包括10名议员；分为两个选区。目前，10名议员席位中，澳洲工党籍议员为3名，自由党籍为2名，绿党籍为1名，另外4人为无党派。